# فيلي ريتشاردسون
فيلي ريتشاردسون (بالإنجليزية: Willie Richardson)‏ هو لاعب كرة قدم أمريكية أمريكي، ولد في 17 نوفمبر 1939 في كلاركسديل في الولايات المتحدة، وتوفي في 8 فبراير 2016 في جاكسون في الولايات المتحدة.

## وصلات خارجية
- فيلي ريتشاردسون على موقع مرجع كرة القدم المحترفة.كوم (الإنجليزية)